# Benjamín Labatut

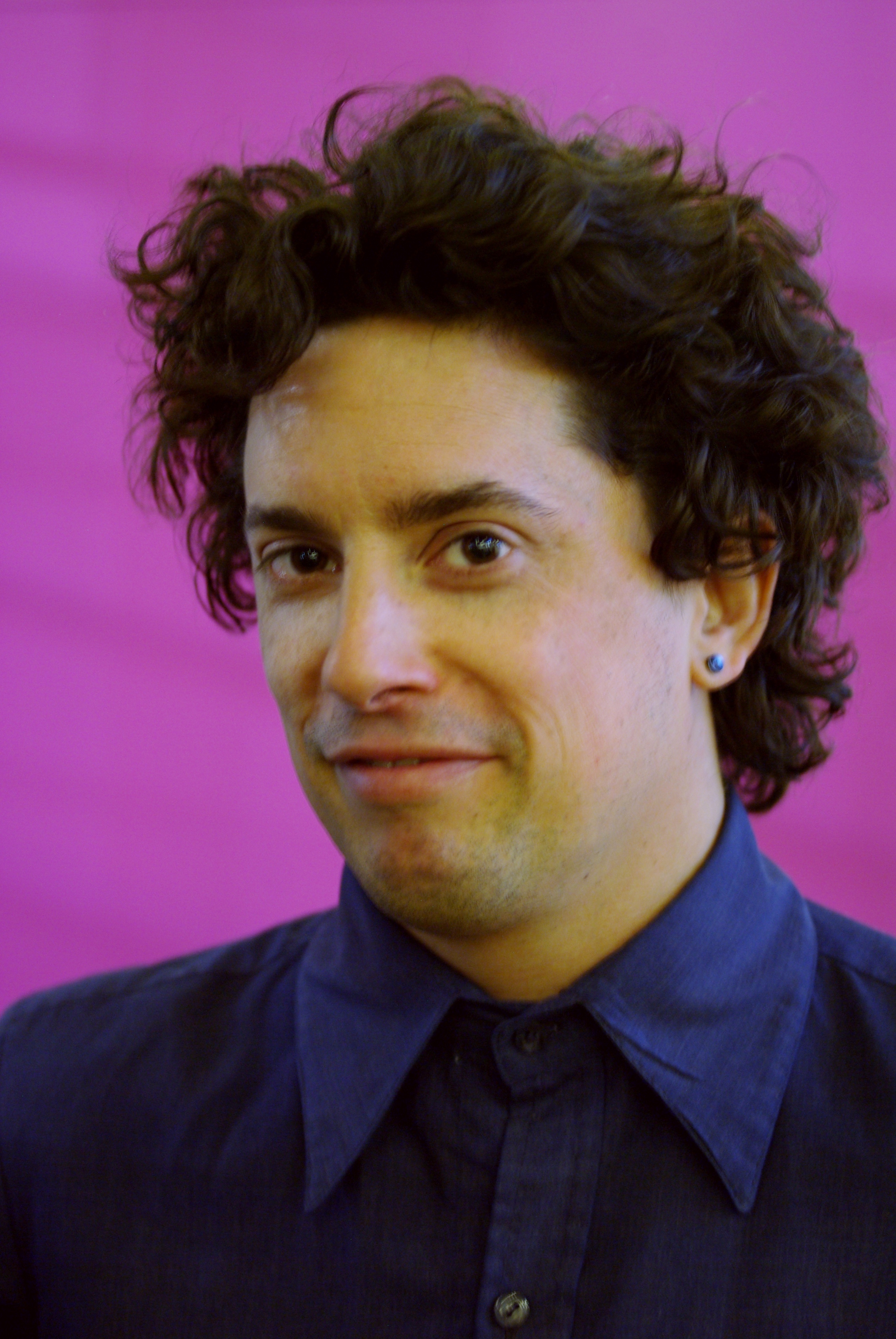
Benjamín Labatut

Benjamín Labatut (* 1980 in Rotterdam) ist ein chilenischer Schriftsteller.

## Werdegang
Seine Kindheit verbrachte er in Den Haag, Buenos Aires und Lima. Seit seinem vierzehnten Lebensjahr wohnt er in Santiago de Chile. Er veröffentlichte zwei  Romane und Kurzgeschichten in Letras Libres.

## Werk
Labatuts erster Kurzgeschichtenband La Antártica empieza aquí gewann 2009 den Premio Caza de Letras und 2013 den Santiago Municipal Literature Award. Sein zweites Buch, der Roman Después de la luz, erschien 2016 kurz gefolgt von Un verdor terrible (2020). Das blinde Licht (Un verdor terrible) erschien 2020 als erster seiner Romane in der deutschsprachigen Übersetzung von Thomas Brovot.
Einer seiner literarischen Einflüsse ist der chilenische Lyriker Samir Nazal, den er 2005 traf und der ihn als Mentor in seinen frühen Tagen als Schriftsteller unterstützte. Nazal begleitete den Schreibprozess seines ersten Werkes La Antártica empieza aquí, eine Sammlung von sieben Geschichten. Weitere Einflüsse sind Autoren wie Pascal Quignard, Eliot Weinberger, William S. Burroughs, Roberto Bolaño und W. G. Sebald.
Mit Das blinde Licht erreichte Benjamín Labatut internationale Aufmerksamkeit.  Neben dem International Booker Prize 2021 wurde die englische Ausgabe When We Cease to Understand the World außerdem für den National Book Award 2021 nominiert und ist ausgezeichnet von der New York Times als Best Book 2021. Der Roman wurde in 22 Sprachen übersetzt.

## Veröffentlichungen
- La Antártica empieza aquí. Alfaguara, Mexiko-Stadt, 2010; chilenische Ausgabe, Alfaguara, Santiago de Chile 2012.
- Después de la luz. Hueders, Santiago de Chile 2016.
- Un verdor terrible. Anagrama, Barcelona 2020.
  - Das blinde Licht. Irrfahrten der Wissenschaft. Aus dem Spanischen übersetzt von Thomas Brovot. Suhrkamp Verlag, Berlin 2020, ISBN 978-3-518-42922-8.
- La piedra de la locura. Anagrama, Barcelona 2021.
- Maniac. 2023, ISBN 978-0-593-65447-7.
  - Maniac. Aus dem Englischen übersetzt von Thomas Brovot. Suhrkamp Verlag, Berlin 2023, ISBN 978-3-518-43117-7

## Auszeichnungen
- 2009: Premio Caza de Letras
- 2013: Santiago Municipal Literature Award
- 2021: International Booker Prize (Nominierung)
- 2021: National Book Award (Nominierung)
- 2021: New York Times Best Book
- 2023: Premio Malaparte